# V511 Возничего
V511 Возничего (лат. V510 Aurigae) — одиночная переменная звезда в созвездии Возничего на расстоянии (вычисленном из значения параллакса) приблизительно 8716 световых лет (около 2672 парсеков) от Солнца. Видимая звёздная величина звезды — от +10,5m до +10,2m.

## Характеристики
V511 Возничего — оранжевая пульсирующая полуправильная переменная звезда типа SRB (SRB) спектрального класса M. Эффективная температура — около 3683 K.